# Nikola Tsolov
Nikola Tsolov (Bulgaars: Никола Цолов) (Sofia, 21 december 2006) is een Bulgaars autocoureur. In 2022 won hij het Spaans Formule 4-kampioenschap. In 2023 en 2024 maakt hij deel uit van de Alpine Academy, het opleidingsprogramma van het Formule 1-team van Alpine. In 2025 stapte hij over naar het Red Bull Junior Team, het opleidingsprogramma van Red Bull Racing.

## Carrière

### Karting
Tsolov begon zijn autosportcarrière in het karting in 2016. In 2016 en 2017 werd hij kampioen in de Mini-klasse van het Bulgarian Republic Championship. In 2018 stapte hij over naar het Italiaanse kampioenschap. Hij reed in een kart van Kart Republic en werd gesponsord door FA Racing, het team van Formule 1-coureur Fernando Alonso. In 2019 won hij de 60 Mini-klasse van de WSK Open Cup en werd hij zevende in het wereldkampioenschap voor junioren. In 2021 werd hij tweede in zowel de X30 Senior-klasse van het Italiaanse kampioenschap als de OK-klasse WSK Final Cup en werd hij derde in de OK-klasse van Champions of the Future. Vanwege zijn resultaten werd hij door Alonso uitgenodigd om samen met hem deel te nemen aan de 24 uur van Dubai voor karts, waarin zij derde werden.

### Formule 4
In 2022 stapte Tsolov over naar het formuleracing en debuteerde hij in het Spaans Formule 4-kampioenschap bij Campos Racing. Tevens kreeg hij in Alonso een nieuwe manager en werd hij opgenomen in de Alpine Academy als gelieerd coureur. Gedurende het seizoen behaalde hij 13 zeges in 21 races, waaronder alle drie de races op het Circuit Ricardo Tormo Valencia, het Circuit de Spa-Francorchamps en het Circuit de Barcelona-Catalunya. Al in het voorlaatste weekend op het Circuito de Navarra werd hij gekroond tot kampioen in de klasse, waarin hij uiteindelijk 400 punten zou halen.

### Formule 3
In 2023 debuteerde Tsolov in het FIA Formule 3-kampioenschap, waarin hij uitkwam voor het team ART Grand Prix. Ook werd hij volwaardig lid van de Alpine Academy. Een zevende plaats op Spa was zijn beste resultaat en hij eindigde met 6 punten op plaats 22 in het klassement. Tevens reed hij drie raceweekenden in de Eurocup-3 voor het GRS Team, waarin hij op het Circuito Permanente de Jerez twee podiumplaatsen behaalde.
In 2024 bleef Tsolov actief in de FIA Formule 3 bij ART. Dat jaar zou hij ook een volledig seizoen in de Eurocup-3 voor GRS rijden, alhoewel zijn Formule 3-races tijdens weekenden waarin beide klassen in actie komen voorrang kregen. Het eerste weekend vond plaats op Spa-Francorchamps. Aangezien hij geen toestemming van de FIA had gekregen om deel te nemen aan dit kampioenschap, werd hij voor het Formule 3-weekend op Spa-Francorchamps geschorst. In dit weekend werd hij vervangen door Tuukka Taponen. Hij behaalde drie zeges op het Circuit de Monaco, de Red Bull Ring en de Hungaroring en werd met 75 punten elfde in de eindstand. In de Eurocup-3 stond hij enkel op het Motorland Aragón op het podium en werd hij met 47 punten eveneens elfde.
In 2025 stapt Tsolov binnen de FIA Formule 3 over naar Campos. Tevens verlaat hij de Alpine Academy en stapt hij over naar het Red Bull Junior Team, het opleidingsprogramma van Red Bull Racing.